# Svercoides
Svercoides is een geslacht van rechtvleugeligen uit de familie krekels (Gryllidae). De wetenschappelijke naam van dit geslacht is voor het eerst geldig gepubliceerd in 1990 door Gorochov.

## Soorten
Het geslacht Svercoides  is monotypisch en omvat slechts de volgende soort:
- Svercoides alweroensis (Gorochov, 1990)